# Мухр
Мухр (мохур, могур) — историческая золотая монета Индии, Непала и Афганистана.

## МухрВеликих Моголов
Впервые выпущена Акбаром около 1562 года. Монета имела очень высокую пробу (не ниже 980-й) и вес около 11 г.
Монета обычно имела круглую форму, первоначально — также четырехугольную. Часто мухр, как и остальные мусульманские монеты, не имел изображений и содержал только орнамент и надписи. Со времен Аурангзеба (1658—1707) на монете помещался год выпуска. 

Выпускали также монеты, кратные мухру: 100, 50, 25, 20, 12 1/2, 10, 5, 4, 2, 1 мухр, а также фракции 1/2, 1/4, 1/5, 1/8, 1/16, 1/32 мухра. Крупные номиналы (от 100 до 10) были фактически медалями, посвященными различным событиям. 

В этот период 1 мухр приравнивался к 10 рупиям.
После упадка государства Великих Моголов многие индийские правители выпускали собственные золотые мухры. Например, Ассам в XVI—XIX веках чеканил собственную монету мухр восьмиугольной формы.

## МухрНепала
Непальские мухры чеканились в серебре, первые типы (1566) весили около 5,6 г. 

С 1750 года в Непале чеканился также мухр в золоте (также весом около 5,6 г). Выпускались монеты достоинством 1/128, 1/64, 1/32, 1/16, 1/8, 1/4 и 1/2 мухра, а также кратные монеты в 1,5 и 2 мухра.

## Мухрбританской Индии
Английская Ост-Индская компания начала чеканку собственного золотого мухра в 1765 году. 

В 1835 году вид мухра был унифицирован, на его аверсе стали помещать портрет английского короля. Монета 1 мухр весила 11,664 г (содержала 10,692 г чистого золота), то есть по весу соответствовала рупии (её назвали «золотая рупия»). 1 золотая рупия приравнивалась к 15 серебряным рупиям.
С 1870 года выпускали золотые монеты достоинством 30, 15, 10 и 5 рупий (то есть в 2, 1, 2/3 и 1/3 мухра). 

В последний раз собственная золотая монета Британской Индии была выпущена в 1918 году. Некоторое время собственные золотые монеты выпускали также некоторые индийские независимые государства вплоть до своего присоединения к Индии.
В начале 20 века приравнивалась к 16 рупиям.

## 200 мухров 1654 года
Монета в 200 мухров, отчеканенная в 1654 году, считается одной из крупнейших по стоимости в мировой истории. Её вес составлял 2 килограмма 177 граммов, диаметр — 136 мм.